# 郑板桥故居
郑板桥故居，又名“郑家大堂屋”，位于江苏省泰州市兴化市昭阳街道文峰社区东门外古板桥郑家巷7-9号，今板桥路北侧，是一处简朴的清代民居建筑，门楼设于东南角，大天井的东南西北四面分别为书斋、厦屋、厨房和正屋。厦屋中额砖雕郑板桥手书“聊避风雨”，厨房内悬郑板桥木刻对联“白菜青盐粯子饭，瓦壶天水菊花茶”。故居原为草房，康熙三十二年（1693年），郑板桥（1693-1765）在此出生于此，一直居住到壮年。郑板桥做官后将其改建为“郑家大堂屋”。乾隆十八年（1753年），郑板桥晚年弃官归里，另建拥绿园为居所，原址在今市第一中学内，1945年毁于战火，2006年筑拥绿园于郑板桥故居西侧。1986年，郑板桥故居进行落架大修，并公布为第一批兴化县文物保护单位。2019年3月20日，郑板桥故居公布为第八批江苏省文物保护单位。